# Burg Wineck (Katzenthal)

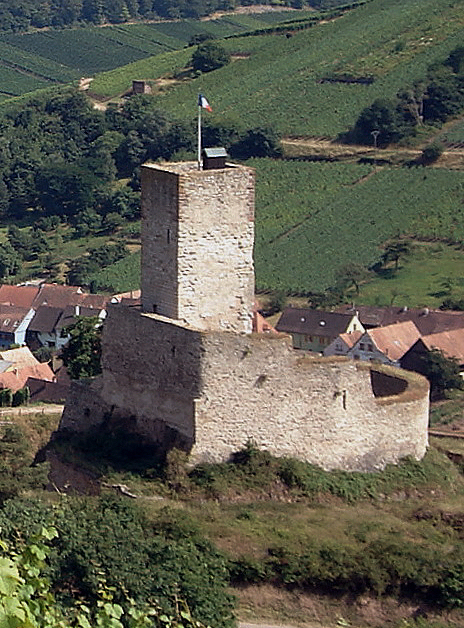
Burgruine Wineck von Nordwesten

Die Burg Wineck, auch Weineck oder Windeck (französisch Château de Wineck oder Château du Wineck), ist die Ruine einer spätromanischen Höhenburganlage im elsässischen Département Haut-Rhin. Auf einem Felsplateau stehend, überragt sie auf 330 Meter Höhe über NN die kleine Ortschaft Katzenthal fünf Kilometer nordwestlich von Colmar. Sie ist die einzige elsässische Burg, die inmitten von Weinbergen steht, woher auch ihr Name rührt: Wineck bedeutet „Weineck“. Die sie umgebene Granitlage Wineck-Schlossberg bringt einen Riesling hervor und zählt zu den elsässischen Spitzenweinen (Alsace Grand Cru).
Im 13. Jahrhundert aus einem einfachen Wohnturm hervorgegangen, war die Anlage seit der zweiten Hälfte des 13. Jahrhunderts ein Lehen des Bistums Basel und während ihrer rund 800-jährigen Geschichte unter anderem im Besitz der Grafen von Pfirt, der Habsburger sowie der Barone von Rathsamhausen. Seit 1972 kümmert sich ein Verein um die Burganlage, deren Bergfried weithin sichtbar ist.
Nachdem die Ruine der Kernburg im Oktober 1984 als Monument historique klassifiziert worden war, folgte im Mai 1991 auch die Aufnahme der äußeren Ringmauer in die Denkmalliste.

## Beschreibung

Grundriss der Burganlage

Die kleine Burganlage liegt auf einem hügelartigen Felssporn und besteht aus einer Kernburg, der im Süden eine etwas tiefer gelegene Vorburg vorgelagert war. Diese war von einer äußeren Ringmauer geschützt, von der nur noch ein 15 Meter langes Stück im Südwesten authentisch ist. Die heute zu sehende, fast vollständig wirkende Mauer wurde erst bei Restaurierungen seit den 1970er Jahren wieder errichtet.
Die Kernburg besteht aus der fast 21 Meter hohen Ruine eines nahezu quadratischen Bergfrieds und einer etwa hufeisenförmigen, inneren Ringmauer, die ein etwa 25 × 25 Meter großes Areal umfasst. Dieses ist an allen Seiten von tiefen Gräben umgeben. Der an der Nordseite gelegene Halsgraben ist nach Freilegungsarbeiten im letzten Viertel des 20. Jahrhunderts 18 Meter breit, während der östliche Teil des Grabens früher einmal mindestens zehn Meter breit war.
Die drei Geschosse des Bergfrieds erheben sich auf einem 6,94 × 7,39 Meter messenden Grundriss und besitzen mehr als zwei Meter dicke Mauern. Sie bestehen aus behauenem Granitstein und Grauwacke, die auf den unteren Etagen an der Außenseite mit einem für Elsass-Burgen untypischen, hellen Kalkstein verkleidet sind. Die Ecksteine sind Buckelquader, deren Material im dritten Geschoss roter Sandstein ist. An der dem Berg zugewandten Nordseite ist der Bergfried im zweiten Geschoss durch Buckelquader geschützt. An seiner Südseite weist er im zweiten Obergeschoss eine Pforte mit leichtem Spitzbogen auf, der ein überdachter Holzbalkon vorgebaut ist. Sie diente lange Zeit als Hocheingang, bis im 19. Jahrhundert in die Westwand des ersten Geschosses ein neuer Eingang gebrochen wurde. Im dritten Geschoss ist an der Nordseite die Öffnung einer Latrine sichtbar.
Westlich des Bergfrieds finden sich – direkt an den Turm anschließend – die Reste eines ehemaligen Wohnbaus aus Granitsteinen, während an der östlichen Seiten einst Pferdeställe standen. In dem von der inneren Ringmauer eingeschlossenen Innenhof befand sich früher ein Nutzgarten.
Die Ringmauer der Hauptburg, deren Wehrgang zum Teil noch sichtbar ist, ist mehrheitlich eine Rekonstruktion des 20. Jahrhunderts. Sie besteht aus Granit-Bruchstein und ist 1,5 Meter dick sowie bis zu acht Metern hoch. Ihre Nordseite besitzt eine Mauerstärke von zwei Metern. In ihrem östlichen Teil befindet sich das Eingangstor der kleinen Anlage.

## Geschichte

### Anfänge

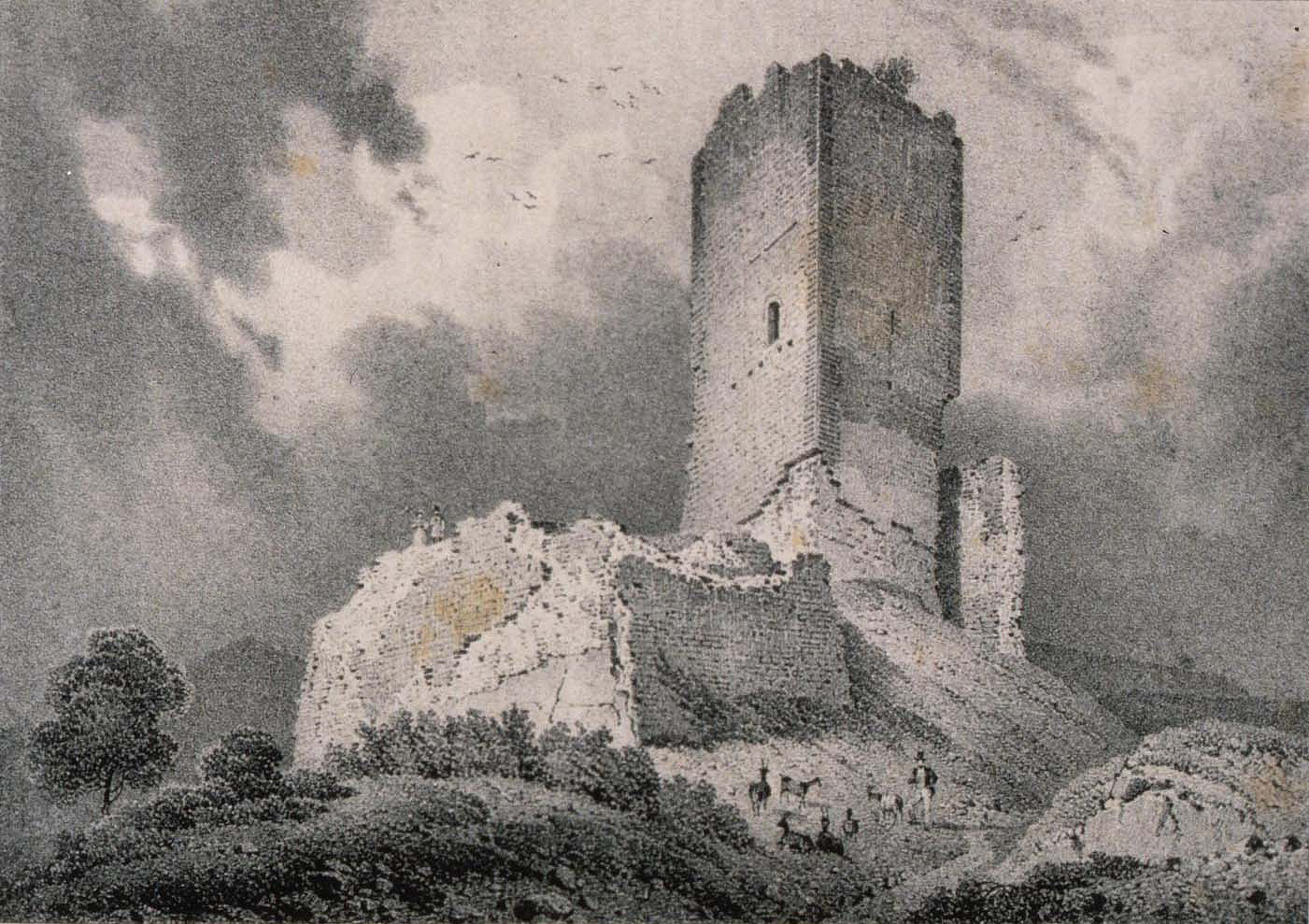
Abbildung der Burgruine auf einer Lithografie von 1839

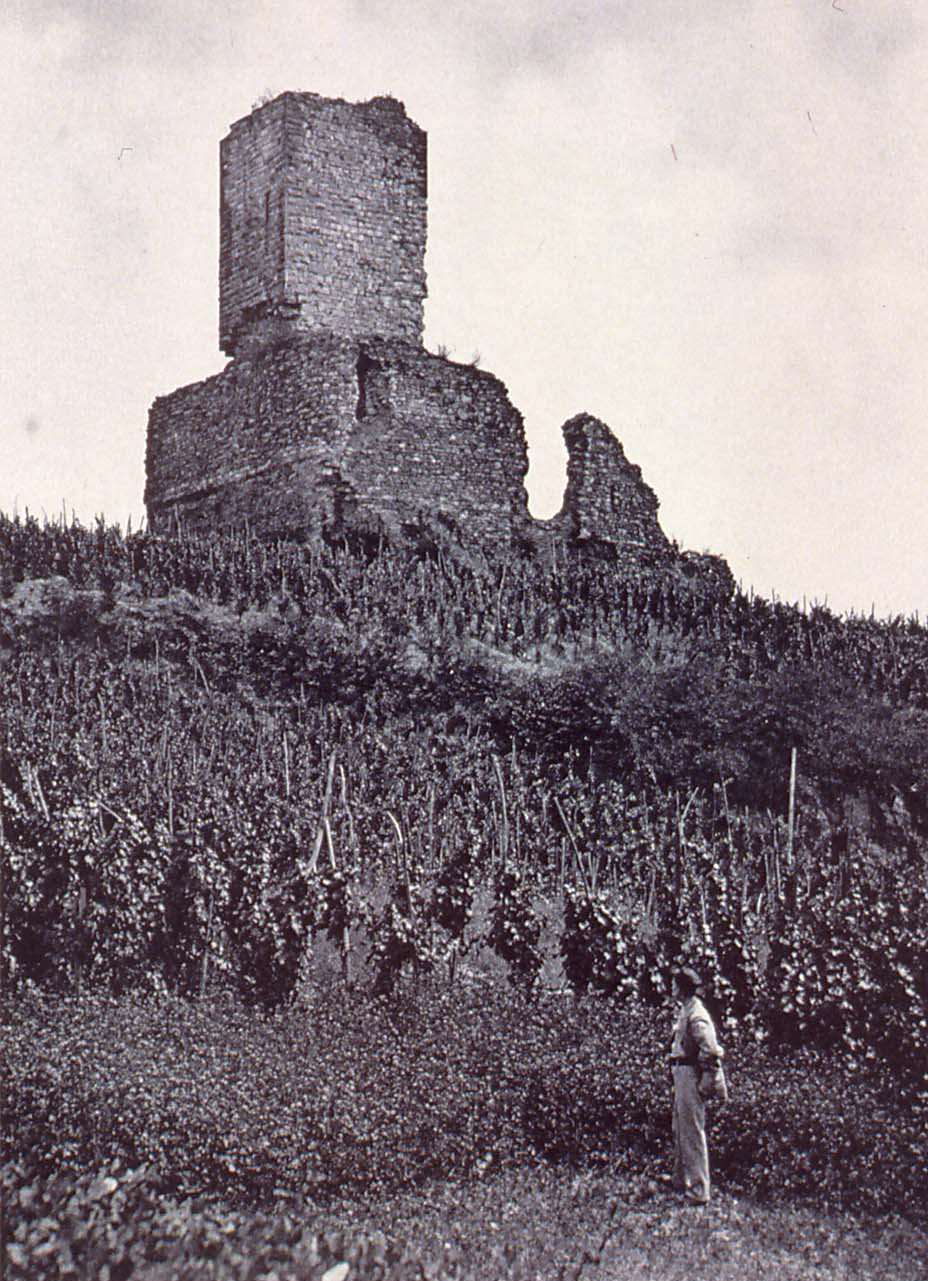
Die Burgruine um 1900

Die Wurzeln der Burg Wineck gehen auf einen Wohnturm zurück, der etwa um 1200 auf dem Grund der Grafen von Egisheim errichtet wurde. Seine Bauherren sind nicht genau bekannt, es ist aber möglich, dass er von der Familie von Egisheim-Dagsburg zur Sicherung ihres Territoriums gegen die Staufer errichtet wurde. Als diese 1225 mit Gertrud von Baden ausstarben, erhoben sowohl die Grafen von Pfirt als auch das Bistum Straßburg Anspruch auf deren Besitz. Die urkundliche Erstnennung der Burg vom 5. Februar 1251 rührt von der Beilegung dieses Erbschaftsstreits, als Ulrich II. von Pfirt Wineck – ebenso wie die benachbarte Burg Hohnack  – vom Straßburger Bischof Heinrich III. von Stahleck zu Lehen nahm. Doch schon 20 Jahre später trugen die Pfirter all ihre Burgen dem Bischof von Basel zu Lehen auf.
Ausgrabungen zeigten, dass die Burg schon vor ihrer ersten urkundlichen Erwähnung um 1230 baulichen Veränderungen unterzogen wurde. Der Turm der von einer Palisade umgebenen Turmburg wurde auf eine Höhe von etwa 18 Metern aufgestockt. Wahrscheinlich erfolgte zeitgleich auch die Errichtung der Ringmauer sowie eines Wohnbaus an der Westseite des Turms.

### Mittelalter und Neuzeit
Durch Heirat Johannas, der Erbtochter Ulrichs III. von Pfirt, mit dem Herzog Albrecht II. von Österreich, kam die Grafschaft Pfirt samt der Burg Wineck 1324 an die Habsburger, die nachfolgend vom Basler Bischof mit der Burg belehnt wurden. Sie gaben die Burg als Afterlehen an die Ritter von Wineck, einer Patrizierfamilie aus Colmar, die wahrscheinlich von den Girsbergern abstammte. Diese hielten sie bis zu ihrem Aussterben um das Jahr 1340, ehe sie als Erbe an Hartmann von Rathsamhausen, den Neffen des letzten Besitzers, Andreas von Wineck, ging.
Unter den Wineckern ist der Wohnturm im 14. Jahrhundert um ein weiteres Obergeschoss mit Gewölbedecke aufgestockt worden. Dabei ließen die Bauherren den alten Eingang im ersten Geschoss an der Ostwand eine Etage höher und an die Südseite des Bergfrieds legen. Erst in einer dritten und letzten Bauphase wurde dem Turm dann sein drittes Obergeschoss aufgesetzt, wobei die Stichkappendecke des zweiten wieder zerstört wurde. Nach einem Brand in der Mitte des 15. Jahrhunderts wurde die Burganlage verlassen und nicht mehr genutzt. Sie verfiel in den folgenden Jahren und wurde in einer Lehnsurkunde aus dem Jahr 1499 als „zerprochen burkh“ erwähnt.
Die Barone von Rathsamhausen blieben bis zu ihrem Aussterben im Jahr 1828 Besitzer der Burganlage. Dann kam sie an den Baron von Gail und war von 1848 bis 1864 Eigentum der Familie Bickard. Diese verkaufte die Ruine 1866 für den symbolischen Preis von einem Franc an die Gesellschaft für die Erhaltung der historischen Denkmäler im Elsass (Société pour la Conservation des Monuments historiques en Alsace).

### Die Burg heute
Seit 1972 kümmert sich der Verein „Société pour la Restauration et la Conservation du Château de Katzenthal“ um die Sicherung und teilweise Restaurierung der Burganlage, die von April bis Oktober an Sonn- und Feiertagen nachmittags besichtigt werden kann. Im Bergfried sind Exponate zu sehen, die bei Grabungen auf dem Burgareal gefunden wurden, darunter ein romanisches Doppelfenster, dessen Fundort die ehemalige Zisterne war.